# Језици Европе
Већина језика Европе припада индоевропским језицима. Други по реду следе угрофински језици а након њих остале скупине.
Од признатих језика Европе њихов број по државама износи:
Албанија (7; укупно 7), Андора (3; укупно 5), Аустрија (9; укупно 20), Белгија (10; укупно 29), Белорусија (2; укупно 11), Босна и Херцеговина (4; укупно 8), Бугарска (11; укупно 16), Црна Гора (4; укупно 4), Чешка (10; укупно 20), Данска (7; укупно 13), Естонија (2; укупно 18), Финска (12; укупно 23), Француска (23; укупно 62), Гибралтар (2; укупно 3), Грчка (14; укупно 24), Хрватска (7; укупно 22), Ирска (5; укупно 5), Исланд (2; укупно 2), Италија (33; укупно 42), Латвија (5; укупно 13), Лихтенштајн (3; укупно 4), Литва (4; укупно 12), Луксембург (3; укупно 6), Мађарска (9; укупно 17), Македонија (9; укупно 10), Малта (4; укупно 4), Молдавија (5; укупно 13), Низоземска (15; укупно 38), Норвешка (10; укупно 20), Немачка (27; укупно 69), Пољска (14; укупно 20), Португал (8; укупно 9), Румуњска (15; укупно 23), Русија (европска Русија 60, за два је непознат број говорника; цијела Русија 100; укупно 123), Сан Марино (2; укупно 2), Словачка (10; укупно 13), Словенија (4; укупно 10), Србија (14; укупно 21), Шпанија (14; укупно 21), Шведска (12; укупно 30), Швајцарска (12; укупно 26), Турска (европска Турска 12, за један није познат ниједан говорника; цијела Турска 34, укупно 45), Уједињено Краљевство (12; укупно 56), Украјина (13; укупно 42), Ватикан (1; укупно 1).

## Алтајски језици

### Монголски језици
- калмички

### Туркијски језици

#### Огурски језици
- чувашки

#### Огуски језици
- азерски
- гагаушки
- турски

#### Кипчачки језици
- кримски татарски
- карачај-балкарски
- караимски
- казашки
- кумички
- ногајски
- татарски
- урумски

## Баскијски
Баскијски језик је изоловани језик на северу Пиринејског полуострва, и као такав није повезан нити с једним од наведених језика.

## Угрофински језици
Угрофински језици су подпородица уралских језика.
- естонски
- фински
- мађарски
- ингријски
- карелијски
- кантијски
- комски
- ливонијски
- манси
- маријски
- мордвински
- пермски
- сами језици:

- инарски лапонски
- килдински лапонски
- лулески лапонски
- северни лапонски
- питески лапонски
- сколтски лапонски
- јужни лапонски
- терски лапонски
- умески лапонски

- удмуртски
- вепски
- вõро
- вотички

## Северни кавкаски језици

### Северозападни кавкаски језици
- абазински
- абхаски
- адигејски
- кабардински

### Североисточни кавкаски језици
- аварски
- батс
- чеченски
- даргински
- ингушки
- лакски
- лезгински
- табасарански
- цезки
- уди

## Малтешки
То је семитски језик који се говори на Малти и повезан је с арапским, али се пише латиничним писмом. Као службени језик, њиме говори најмање становника Европске уније.

## Јужни кавкаски језици
- грузински
- ласки
- мегрелски
- свански

## Индоевропски језици
Већина језика Европе су индоевропски језици. Ова велика породица језика развила се из језика који се говорио пре више хиљада година, а стручно се назива протоиндоевропски језик.

### Балтички језици
- куронски
- латгалијски
- латвијски
- литвански
- старопруски (изумро)
- жемаитски (по некима је наречје литванског)

### Келтски језици

#### Бритонски
- корнијски - оживљен
- кумбријски - изумро
- бретонски
- велшки

#### Гелски
- ирски
- манкс
- шкотски гелски

### Германски језици

#### Северни германски
- западни (острвски) скандинавијски
  - исландски
  - феројски
  - норн (изумро)
- источни (континентални) скандинавијски
  - дански
  - норвешки (Норвешки Bokmål)
  - шведски

#### Западни германски
- лабски германски језици
  - високонемачки језици
    - стандардни немачки језик (Hochdeutsch)
    - средњонемачки
      - јидиш
      - источносредњонемачки
      - западносредњонемачки
        - луксембуршки

    - горњонемачки
      - алемански
        - алзашки
        - хутеритски ("Тиролски")
        - швајцарски немачки

      - аустро-баварски
- нискофраначки језици
  - африканс
  - холандски
    - лимбуршки
- нисконемачки језици
  - западнонисконемачки
  - источнонисконемачки
    -  (менонитски нисконемачки)
- англофризијски језици
  - фризијски
    - западни фризијски
    - сатерландски фризијски (источни фризијски)
    - северни фризијски

  - англиски језици
    - енглески
    - шкотски енглески (scots)
    - западноиндијски енглески
    -  (изумро у 19. стољећу)
    - ток писин
    - хиберно-енглески
    - шелта (помјешан с ирским)

#### Источногермански
- готски (изумро)
- бургундијски (изумро)
- кримски готски (изумро у 19. стољећу)
- ломбардијски (изумро)
- вандалски (изумро)

### Италски језици
- Латински

#### Романски језици
Романски језици су настали из вулгарног латинског језика који се говорио широм Римског царства.

##### Ибероромански језиции дијалекти
- арагонски
- астурски
  - мирандски
- каталонски
  - источни каталонски
    - алгуершки
    - балеарски
    - средишњи каталонски
    - северни каталонски

  - западни каталонски
    - северозападни каталонски
    - валенсијски
- фала (Екстремадура)
- галицијски
  - еонавијски (галицијско наречје с траговима астуријског)
- ладино
- мозарабски језик (изумро)
- португалски
- Шпански језик
  - естрамадурски језик
  - аљама

##### Галоромански језици
- франкопровансалски
- - бургундијски
  - француски
    - белгијски француски
    - швајцарски француски

  - гало
  - lorrain
  - нормански

  - пикардијски
  - валонски
- окситански
  - гаскоњски
    - Аранесе

  - провансалски
    - шуадит (јудео-провансалски) (изумро 1977)

##### Италоромански језици
- корзикански
- далматски
  - истриотски
- италијански
  - емилијано-ромањоло
  - јудеоталијански
  - лигурски
    - монегашки

  - ломбардски
  - напуљски
  - пијемонтски
- сардински језици
  - кампидански
  - галурски
  - логудорски
  - сасарски
- сицилијански
- венецијански

##### Реторомански језици
- фурлански
- ладински
- романш

##### Источноромански језици
- румунски (дакорумунски)
- македорумунски језик
- истрорумунски
- мегленски

### Словенски језици

#### Западнословенски језици
- чешки
- кашупски
- пољски
- полапски (изумро)
- померанијски (изумро)
- словиначки
- лужичкосрпски
  - доњолужичкосрпски
  - горњолужичкосрпски

#### Источнословенски језици
- белоруски
- руски
- русински
  - карпатски русински (рутенијски)
  - панонско русински (русначки)
- украјински

#### Јужнословенски језици
- бугарски
- српски, српскохрватски
- старословенски
- македонски
- словеначки

### Историја писама
Писани систем у Европи темељи се на фонографско-азбучном начелу. Његов извор је северносемитски (2000-1700 с. е.), затим пренесен у Европу преко Грка и од тамо представљен Римљанима у 6. столећу старе ере. Латински се алфабет развио на неколико начина. У средњем веку, каролиншка минускула била је најважнија варијација латинског писма. Из ње су се развиле две гране: готичка која се употребљавала у Немачкој и италијанско-античко-латинска која се и данас употребљава. (У Ирској се употребљава и посебни ирски тип.)
Неке нације Европе су и прије тога развиле своја властита писма, нпр. Германи су употребљавали руне (3. до 17. ст.).
Језици по европским државама :
1. Албанија (7; укупно 7): гегијски језик (1,800.000; 2007), тоскијски језик (2,900.000; 1989), влашки ромски (60.000; 1991), македорумунски (10.000; Салминен 1993), српски (297.000; 2007).), македонски (150.000), грчки (60.000; 1989)
2. Андора (3; укупно 5): каталонски (31.000; 1990), француски (2.400; 1986), шпански (24.600; 1986).
3. Аустрија (9; укупно 20),
4. Белгија (10; укупно 29),
5. Белорусија (2; укупно 11),
Босна и Херцеговина (4; укупно 8),
Бугарска (11; укупно 16),
Црна Гора (4; укупно 4),
Чешка (10; укупно 20),
Данска (7; укупно 13),
Естонија (2; укупно 18),
Финска (12; укупно 23),
Француска (23; укупно 62),
Гибралтар (2; укупно 3),
Грчка (14; укупно 24),
Хрватска (7; укупно 22),
Ирска (5; укупно 5),
Исланд (2; укупно 2),
Италија (33; укупно 42),
Косово (албански, српскохрватски, турски, ромски)
Латвија (5; укупно 13),
Лихтенштајн (3; укупно 4),
Литванија (4; укупно 12),
Луксембург (3; укупно 6),
Мађарска (9; укупно 17),
Македонија (9; укупно 10),
Малта (4; укупно 4),
Молдавија (5; укупно 13),
Низоземска (15; укупно 38),
Норвешка (10; укупно 20),
Немачка (27; укупно 69),
Пољска (14; укупно 20),
Португалија (8; укупно 9),
Румуњска (15; укупно 23),
Русија (европска Русија 60, за два је непознат број говорника; цијела Русија 100; укупно 123),
Сан Марино (2; укупно 2),
Словачка (10; укупно 13),
Словенија (4; укупно 10),
Србија (14; укупно 21),
Шпанија (14; укупно 21),
Шведска (12; укупно 30),
Швајцарска (12; укупно 26),
Турска (европска Турска 12, за један није познат ниједан говорника; цијела Турска 34, укупно 45),
Уједињено Краљевство (12; укупно 56),
Украјина (13; укупно 42),
Ватикан (1; укупно 1): италијански; један је изумро: латински.